# Pavel Mogilevets
Pavel Sergueïevitch Moguilevets (en russe : Павел Сергеевич Могилевец), né le 25 janvier 1993 à Kinguissepp dans l'oblast de Léningrad, est un footballeur international russe, qui évolue au poste de milieu de terrain offensif au FK Bunyodkor.

## Biographie

### Carrière en club
Il dispute le premier match professionnel de sa carrière lors d'une rencontre du championnat de Russie, le 19 mai 2013 (Zénith Saint-Pétersbourg contre le Volga Nijni Novgorod.

### Carrière en sélection
Il fait ses grands débuts avec la sélection de Russie le 26 mai 2014 lors d'un match amical contre la Slovaquie.
Le 6 juin 2014, il est appelé par le sélectionneur italien Fabio Capello pour faire partie des 23 joueurs russes pour la coupe du monde au Brésil, remplaçant Roman Chirokov, blessé.

## Statistiques
| Saison                | Club                     | Championnat           | Championnat | Championnat | Coupe(s) nationale(s) | Coupe(s) nationale(s) | Compétition(s) continentale(s) | Compétition(s) continentale(s) | Compétition(s) continentale(s) | Total | Total |
| Saison                | Club                     | Division              | M.          | B.          | M.                    | B.                    | Comp.                          | M.                             | B.                             | M.    | B.    |
| 2012-2013             | Zénith Saint-Pétersbourg | D1                    | 2           | 0           | -                     | -                     | -                              | -                              | -                              | 2     | 0     |
| 2013-2014             | Zénith Saint-Pétersbourg | D1                    | -           | -           | -                     | -                     | C1                             | 2                              | 0                              | 2     | 0     |
| 2014-2015             | Zénith Saint-Pétersbourg | D1                    | 9           | 0           | 2                     | 0                     | C1+C3                          | 1+2                            | 0                              | 14    | 0     |
| 2016-2017             | Zénith Saint-Pétersbourg | D1                    | 1           | 0           | 1                     | 0                     | -                              | -                              | -                              | 2     | 0     |
| Sous-total            | Sous-total               | Sous-total            | 12          | 0           | 3                     | 0                     | -                              | 3                              | 0                              | 18    | 0     |
| 2013-2014             | Rubin Kazan (prêt)       | D1                    | 11          | 2           | -                     | -                     | -                              | -                              | -                              | 11    | 2     |
| 2014-2015             | Rubin Kazan (prêt)       | D1                    | 5           | 0           | -                     | -                     | -                              | -                              | -                              | 5     | 0     |
| Sous-total            | Sous-total               | Sous-total            | 16          | 2           | -                     | -                     | -                              | -                              | -                              | 16    | 2     |
| 2015-2016             | FK Rostov (prêt)         | D1                    | 26          | 1           | -                     | -                     | -                              | -                              | -                              | 26    | 1     |
| 2016-2017             | FK Rostov                | D1                    | 7           | 0           | -                     | -                     | -                              | -                              | -                              | 7     | 0     |
| 2017-2018             | FK Rostov                | D1                    | 12          | 0           | 2                     | 0                     | -                              | -                              | -                              | 14    | 0     |
| Sous-total            | Sous-total               | Sous-total            | 45          | 1           | 2                     | 0                     | -                              | -                              | -                              | 47    | 1     |
| 2017-2018             | Rubin Kazan              | D1                    | 8           | 0           | -                     | -                     | -                              | -                              | -                              | 8     | 0     |
| 2018-2019             | Rubin Kazan              | D1                    | 27          | 0           | 4                     | 0                     | -                              | -                              | -                              | 31    | 0     |
| 2019-2020             | Rubin Kazan              | D1                    | 20          | 0           | 1                     | 0                     | -                              | -                              | -                              | 21    | 0     |
| 2020-2021             | Rubin Kazan              | D1                    | 1           | 0           | -                     | -                     | -                              | -                              | -                              | 1     | 0     |
| Sous-total            | Sous-total               | Sous-total            | 56          | 0           | 5                     | 0                     | -                              | -                              | -                              | 61    | 0     |
| 2020-2021             | FK Khimki                | D1                    | 14          | 1           | 2                     | 0                     | -                              | -                              | -                              | 16    | 1     |
| 2021-2022             | FK Nijni Novgorod        | D1                    | 6           | 0           | 2                     | 0                     | -                              | -                              | -                              | 8     | 0     |
| Total sur la carrière | Total sur la carrière    | Total sur la carrière | 149         | 4           | 14                    | 0                     | -                              | 3                              | 0                              | 166   | 4     |

## Palmarès
Zénith Saint-Pétersbourg
- Champion de Russie en 2015.